# Coaquentla
Coaquentla är en ort i Mexiko.   Den ligger i kommunen Matlapa och delstaten San Luis Potosí, i den sydöstra delen av landet, 210 km norr om huvudstaden Mexico City. Coaquentla ligger 611 meter över havet och antalet invånare är 571.
Terrängen runt Coaquentla är kuperad åt nordväst, men åt sydost är den bergig. Runt Coaquentla är det tätbefolkat, med 476 invånare per kvadratkilometer. Närmaste större samhälle är Tamazunchale, 12,3 km sydost om Coaquentla. I omgivningarna runt Coaquentla växer i huvudsak städsegrön lövskog.